# Kada Zahla
Kada Zahla (arab. قضاء زحلة) – jednostka administracyjna w Libanie, należąca do Muhafazy Bekaa. Dystrykt jest zróżnicowany religijnie, większość mieszkańców stanowią chrześcijanie różnych wyznań, ale liczna pozostaje ludność muzułmańska.

## Główne miasta
- Zahla
- Andżar
- Chtaura
- Rijak

## Wybory parlamentarne
Okręg wyborczy, obejmujący dystrykt Zahla, jest reprezentowany w libańskim Zgromadzeniu Narodowym przez 7 deputowanych (2 grekokatolików, po 1 maronicie, sunnicie, szyicie, prawosławnym i Ormianinie).